# Andrzej Strejlau
Andrzej Michał Strejlau (Varsovia, Polonia, 19 de febrero de 1940) fue un futbolista y jugador de balonmano polaco, quien además ejerció como entrenador.

## Biografía
Andrzej Strejlau jugó toda su vida en equipos de la ciudad de Varsovia, destacando su etapa como futbolista en el Legia de Varsovia. Tras su retirada deportiva, se dedicó al balonmano y trabajó como entrenador de la Selección sub-21 de Polonia, Legia Warszawa, Zagłębie Sosnowiec, Knattspyrnufélagið Fram, Larissa, y Zagłębie Lubin. Su retirada como entrenador se produjo en 1998 con el Shanghái Shenhua chino. Actualmente ejerce como directivo del PZPN.